# 若木站
若木站（：／ Yangmok yeok */?）是位于韩国庆尚北道漆谷郡若木面的一个铁路车站，属于京釜线。

## 車站結構
2面4線雙島式月台。

### 月台配置
| ↑ 沙谷      |
| 上 \| 下 \| |
| 倭館 ↓      |

| 月台 | 路線   | 類別     | 目的地               |
| ---- | ------ | -------- | -------------------- |
| 上行 | 京釜線 | 無窮花號 | 金泉、首爾、榮州方向 |
| 下行 | 京釜線 | 無窮花號 | 東大邱、釜山方向     |

## 历史
- 1918年7月25日，落成使用。

## 车站周边
- 若木初等学校
- 若木中学校
- 若木邮政局

## 相鄰車站
韓國鐵道公社
京釜線
無窮花號
沙谷－若木－倭館